# Xã Spanish Lake, Quận St. Louis, Missouri
Xã Spanish Lake (tiếng Anh: Spanish Lake Township) là một xã thuộc quận St. Louis, tiểu bang Missouri, Hoa Kỳ. Năm 2010, dân số của xã này là 35.967 người.